# Kallfell
Kallfell är ett berg i republiken Island. Det ligger i regionen Austurland, 400 km öster om huvudstaden Reykjavík. Toppen på Kallfell är 1 007 meter över havet.
Runt Kallfell är det mycket glesbefolkat, med 3 invånare per kvadratkilometer. Närmaste större samhälle är Neskaupstaður, omkring 14 kilometer öster om Kallfell. Trakten runt Kallfell består i huvudsak av gräsmarker.